# Ward County (North Dakota)
Ward County ist ein County im Bundesstaat North Dakota der Vereinigten Staaten. Im Jahr 2000 hatte das County 58.795 Einwohner bei einer Bevölkerungsdichte von 11 Einwohnern pro Quadratkilometer. Der Verwaltungssitz (County Seat) ist Minot, zuvor war es in Burlington aus den Grafschaften der Gründung (1885) bis 1888.

## Geographie
Das County liegt nordwestlich des geographischen Zentrums von North Dakota, ist im Norden etwa 40 km von der Grenze zu Kanada entfernt und hat eine Fläche von 5326 Quadratkilometern, wovon 112 Quadratkilometer Wasserfläche sind. Es grenzt im Uhrzeigersinn an folgende Countys: Renville County, McHenry County, McLean County, Mountrail County und Burke County.

## Geschichte
Ward County wurde am 14. April 1885 gebildet und am 23. November abschließend organisiert. Benannt wurde es nach Mark Ward, einem frühen Politiker und Mitglied der gesetzgebenden Versammlung des Dakota-Territoriums.
15 Bauwerke und Stätten des Countys sind insgesamt im National Register of Historic Places eingetragen (Stand 3. April 2018).

## Demografische Daten

Alterspyramide des Ward County

Nach der Volkszählung im Jahr 2000 lebten im Ward County 58.795 Menschen. Davon wohnten 2.171 Personen in Sammelunterkünften, die anderen Einwohner lebten in 23.041 Haushalten und 15.368 Familien. Die Bevölkerungsdichte betrug 11 Einwohner pro Quadratkilometer. Ethnisch betrachtet setzte sich die Bevölkerung zusammen aus 92,40 Prozent Weißen, 2,22 Prozent Afroamerikanern, 2,07 Prozent amerikanischen Ureinwohnern, 0,82 Prozent Asiaten, 0,06 Prozent Bewohnern aus dem pazifischen Inselraum und 0,73 Prozent aus anderen ethnischen Gruppen; 1,70 Prozent stammten von zwei oder mehr Ethnien ab. 1,91 Prozent der Bevölkerung waren spanischer oder lateinamerikanischer Abstammung.
Von den 23.041 Haushalten hatten 34,3 Prozent Kinder und Jugendliche unter 18 Jahre, die bei ihnen lebten. 55,2 Prozent waren verheiratete, zusammenlebende Paare, 8,4 Prozent waren allein erziehende Mütter, 33,3 Prozent waren keine Familien, 27,2 Prozent waren Singlehaushalte und in 9,8 Prozent lebten Menschen im Alter von 65 Jahren oder darüber. Die Durchschnittshaushaltsgröße betrug 2,46 und die durchschnittliche Familiengröße lag bei 3,01 Personen.
Auf das gesamte County bezogen setzte sich die Bevölkerung zusammen aus 26,2 Prozent Einwohnern unter 18 Jahren, 13,0 Prozent zwischen 18 und 24 Jahren, 29,1 Prozent zwischen 25 und 44 Jahren, 19,2 Prozent zwischen 45 und 64 Jahren und 12,5 Prozent waren 65 Jahre alt oder darüber. Das Durchschnittsalter betrug 32 Jahre. Auf 100 weibliche Personen kamen 99,2 männliche Personen. Auf 100 Frauen im Alter von 18 Jahren oder darüber kamen statistisch 96,5 Männer.
Das jährliche Durchschnittseinkommen eines Haushalts betrug 33.670 USD, das Durchschnittseinkommen der Familien betrug 41.342 USD. Männer hatten ein Durchschnittseinkommen von 27.980 USD, Frauen 19.830 USD. Das Prokopfeinkommen betrug 16.926 USD. 7,9 Prozent der Familien und 10,8 Prozent Familien lebten unterhalb der Armutsgrenze. Davon waren 12,5 Prozent Kinder oder Jugendliche unter 18 Jahre und 8,4 Prozent waren Menschen über 65 Jahre.